# Бурна-Буріаш II
Бурна-Буріаш II (д/н — бл. 1333 до н. е.) — цар Вавилону близько 1359—1333 до н. е.

## Життєпис

### Зовнішня політика
Походив з Каситської (III Вавилонської) династії. Молодший син царя Курігальзу I. Посів трон близько 1359 року до н. е.
Продовжив політику попередника щодо збереження союз з Єгиптом проти Мітанні. Першого свого листа відправив фараону Аменхотепу III, в якому повідомив того про вступ на трон Вавилонії.
Листувався також з фараоном Аменхотепом IV, якому до гарему відправив свою доньку. Втім поступово стосунки Бурна-Буріаша II з фараоном погіршилися через те, що Аменхотеп IV значно зменьшим кількість подарунків, насамперед золота та коштовного каміння. Крім того, виникли тертя через приниження статусу вавилонського царя. Так, фараон відправив лише 5 колісниць за донькою Бурна-Буріаша II, тоді як для вавилонських царівн перед тим фараони відправляли до 3 тис. колісниць. Водночас при дворі Аменхотепа IV ассирійським посланцям було надано почесті,  аналогічні вавилонським. Невдовзі ханаанеї пограбували караван вавилонських купців. відомий також лист цариці Нефертіті до Бурна-Буріаша II.
Зрештою цар Вавилону відійшов від союзуз Єгиптом, уклавши договір з царем хеттів Суппілуліумою I, за якого видав свою доньку. Бурна-Буріаш II сприяв вторгненню хеттів до Мітанні.
Водночас продовжував дружні стосунки з ассирійцями, яких вважав своїми васалами. Ашшур-убалліт I, цар Ассирії, видав свою доньку Мубаллітат-Шеруа за сина вавилонського царя, а в Ашшурі було зведено храм присвячений Мардуку. Це було розцінено як визнання влади Вавилону. Бурна-Буріаш II прийняв титул цар цілого (шар-кіссані)
Близько 1340 року до н. е., коли в Мітанні був убитий цар Тушратта, вавилонський цар втрутився у боротьбу за владу в цьому царстві на боці Артадами II. Син Тушратти — Шаттіваза, що перебував в Вавилоні, побоюючись за своє життя, був змушений тікати до хеттів. Але прихильник Шаттівази Агіт-Тешуб був страчений за наказом Бурна-Буріаша II.
З часом Артадама II вступив в союз з царем Ассирії, після чого Ашшур-убалліт I став вести самостійне дипломатичне листування з фараонами Єгипту, викликавши невдоволення вавилонського царя. Тому наприкінці життя Бурна-Буріаш II відновив стосунки з Єгиптом, де новий фараон Тутанхамон змінив політику Ехнатона.
У 1330-х роках до н. е. налагодив стосунки з Еламом, видавши стрийну за майбутнього царя Пахір-ішшана, а свою доньку — за Хумбан-нумену, небожа останнього.

### Внутрішня політика
З часу правління Бурна-Буріаша II знову з'являються численні адміністративно-господарські документи, які практично відсутні в Південній Месопотамії з часу падіння Вавилона 1595 року до н. е. Більшість з них з Ніппура і є основним джерелом з соціально-економічної історії Вавилонії цієї епохи.
Також відомо про збереження вавилонських намісників (шандабакку) в Дільмуні, які вимушені були витримувати тиск племені ахламу (арамеїв).
За наказом Бурна-Буріаш II було відновлено храм бога сонця Шамаша в Ларсі. Також було здійснено будівельні роботи в храмі Екур в Ніппурі. Написи Набоніда згадують будівельні роботи Бурна-Буріаш II в храмі Шамаша в Сіппарі. Відомо про відновлення храму в Урі.
Ймовірно у 1347 році оголосив свого онука Караіндаша II співволодарем. Помер Бурна-Буріаш II близько 1333 року до н. е. після чого почалася боротьба за трон Вавилону.